# Anstey Nomads F.C.
Câu lạc bộ bóng đá Anstey Nomads là một câu lạc bộ bóng đá có trụ sở tại Anstey, Leicestershire, Anh. Đội hiện là thành viên của  và chơi trên sân Cropston Road.

## Lịch sử
Câu lạc bộ được thành lập vào năm 1946 bởi sự hợp nhất của Anstey Methodists và St Mary's với tên gọi Anstey Meths and Mary's. Họ tham gia Central Division của Leicestershire Senior League, Anstey Methodists từng là thành viên của giải đấu trước Thế chiến thứ hai và là Á quân của Central Division trong mùa giải đầu tiên. Năm sau, câu lạc bộ được đổi tên thành Anstey Nomads, và khi giải đấu được tổ chức lại vào năm 1948, đội được xếp vào Division One.
Mùa giải 1951-52 câu lạc bộ vô địch Division One, một kỳ tích mà họ lặp lại vào mùa giải 1953-54. Vào năm 1955, đội cũng bắt đầu chơi ở Division One của Central Alliance, và rời khỏi Leicestershire Senior League vào cuối mùa giải 1955-56. Trong mùa giải 1956-57, họ được xếp vào Division One South của Central Alliance, ở lại cho đến khi được chuyển sang Division One North năm 1958. Một năm sau, đội được chuyển trở lại Division One South. Họ xếp cuối bảng vào mùa giải 1960-61, nhưng với một số câu lạc bộ rời giải, họ được xếp vào Premier Division mới. Năm 1967, họ chuyển sang đội Premier Division của East Midlands Regional League.
Năm 1973, câu lạc bộ gia nhập lại Leicestershire Senior League và được xếp vào Division Two. Họ đã giành chiến thắng trong giải đấu đầu tiên, giành quyền thăng hạng lên Division One. Sau khi kết thúc với vị trí á quân trong ba mùa giải liên tiếp từ 1979 đến 1981, họ đã giành được danh hiệu liên tiếp vào các mùa giải 1981-82 và 1982-83. Câu lạc bộ lại là á quân ở Premier Division được đổi tên vào các mùa giải 1985-86 và 1990-91, với danh hiệu tiếp theo là vào năm 2008-09, dẫn đến việc thăng hạng lên East Midlands Counties League. Vào cuối mùa giải 2017-18, đội được chuyển đến Division One của United Counties League.

## Sân vận động

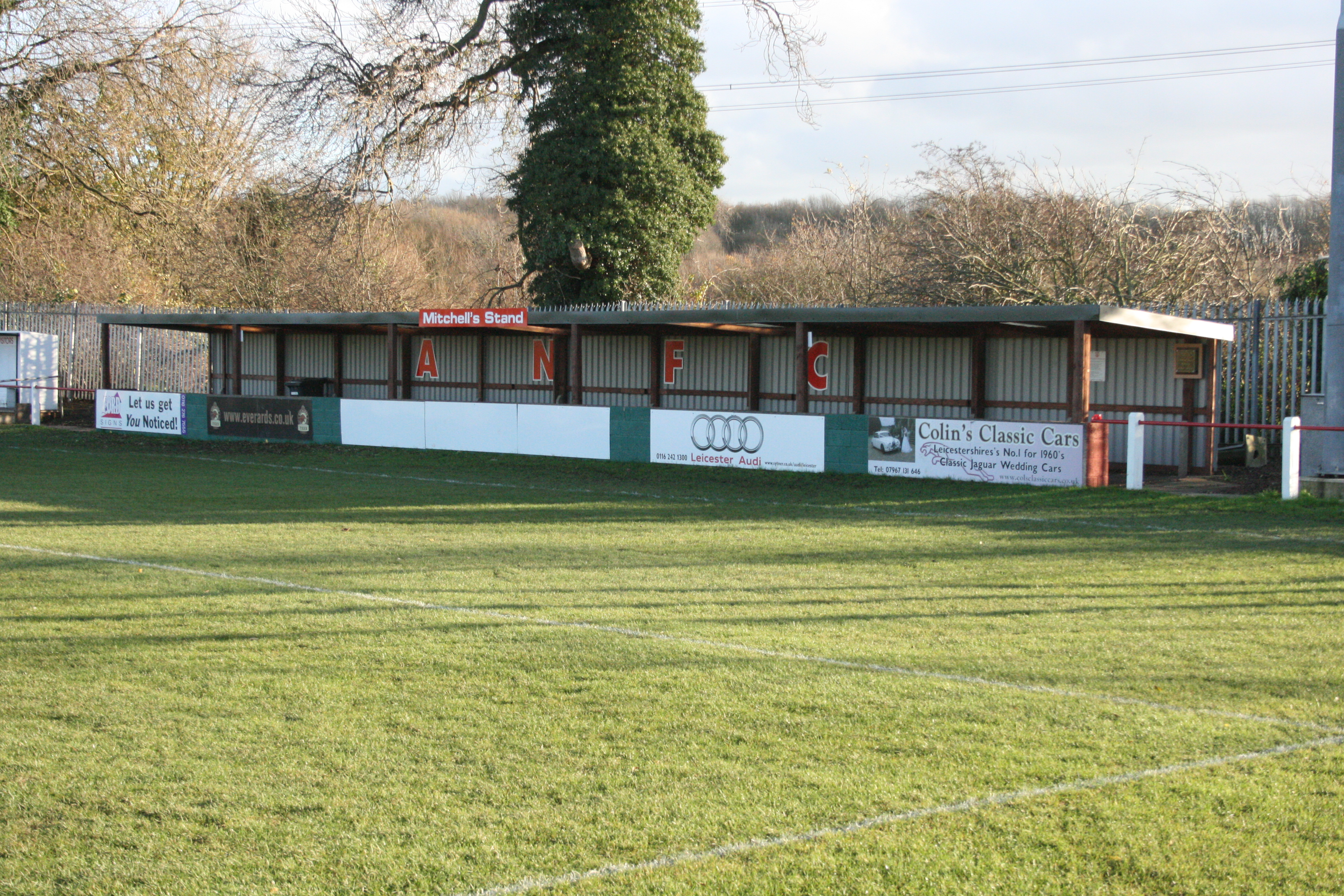
Cropston Road, sân nhà của Anstey Nomads

Anstey Nomads đã chơi các trận đấu trên sân nhà tại Cropston Road kể từ khi thành lập. Mặt đất có sức chứa 1.000 khán giả. Cơ sở vật chất bao gồm nhà câu lạc bộ với quầy bar được cấp phép, phòng thay đồ, bãi đậu xe hơi và chỗ ngồi có mái che cho khán giả.

## Danh hiệu
- Leicestershire Senior League
  - Vô địch Premier Division/Division One: 1951-52, 1953-54, 1981-82, 1982-83, 2008-09
  - Vô địch Division Two 1973-74
  - Vô địch League Cup 2008-09
- Leicestershire and Rutland Senior Cup
  - Vô địch 1994-95
- Leicestershire Junior Cup
  - Vô địch 1994-95
- Battle of Britain Cup
  - Vô địch 2008-09, 2011-12
- Rollestone Charity Cup
  - Vô địch: 2008-09

## Kỉ lục
- Kỉ lục số khán giả: 4.500 với Hayes, Vòng Hai FA Amateur Cup,[6] 1954-55
- Thành tích tốt nhất tại Cúp FA: Vòng loại thứ hai, 2018-19[3]
- Thành tích tốt nhất tại FA Vase: Vòng Năm, 1995-96[3]